# عزلة بني بكاري (تعز)

تعديل مصدري - تعديل

عزلة بني بكاري هي إحدى عزل مديرية جبل حبشي في محافظة تعز اليمنية ويبلغ تعداد سكانها 6318 نسمة حسب التعداد السكاني في اليمن لعام 2004.

## روابط خارجية
- الجهاز المركزي للإحصاء بالجمهورية اليمنية
- المركز الوطني للمعلومات باليمن
- World Gazetteer:Yemen
- الدليل الشامل